# Galiche Rock
Der Galiche Rock (englisch; bulgarisch скала Галиче skala Galitsche) ist ein in nordwest-südöstlicher Ausrichtung 300 m langer und 180 m breiter Klippenfelsen im Archipel der Südlichen Shetlandinseln. Er liegt 0,15 km nordöstlich des Somovit Point, 0,78 km südlich des Kitchen Point und 0,9 km nördlich des Batuliya Point vor der Ostküste von Robert Island. 
Britische Wissenschaftler kartierten ihn 1968, bulgarische 2009. Die bulgarische Kommission für Antarktische Geographische Namen benannte ihn 2010 nach der Ortschaft Galitsche im Nordwesten Bulgariens.